# Tlahuiltepa, Tianguistengo
Tlahuiltepa är en ort i Mexiko.   Den ligger i kommunen Tianguistengo och delstaten Hidalgo, i den sydöstra delen av landet, 170 km norr om huvudstaden Mexico City. Tlahuiltepa ligger 1 092 meter över havet och antalet invånare är 183.
Terrängen runt Tlahuiltepa är kuperad norrut, men söderut är den bergig. Terrängen runt Tlahuiltepa sluttar österut. Runt Tlahuiltepa är det ganska tätbefolkat, med 70 invånare per kvadratkilometer. Närmaste större samhälle är Calnali, 6,7 km norr om Tlahuiltepa. I omgivningarna runt Tlahuiltepa växer i huvudsak städsegrön lövskog.